# Hans Franta
Hans Franta (Linz, 1893 -  idem, 1983) fue un pintor austríaco.

## Biografía
Al comienzo de la Primera Guerra Mundial, se alistó como voluntario y recaló en el frente ruso. En el otoño de ese año se convirtió en un prisionero de guerra. En los años siguientes hasta 1921, el artista permaneció en Siberia. Allí conoció a su futura esposa, con quien se casó. En 1918, también conoció al vanguardista ruso David Burliuk, con quien trabajó en el primer periódico futurista de Rusia (coeditores fueron entre otros, Vladimir Mayakovsky).
En 1925 regresó de nuevo a Austria, donde estudió en la Academia de Bellas Artes de Viena hasta 1929 con el profesor Karl Sterrer. Después de sus estudios trabajó como profesor de dibujo a mano alzada en dos colegios de Linz. En 1941, con el estallido de la Segunda Guerra Mundial, fue reclamado por el servicio militar, aunque acabó trasladado a casa después de sufrir un ataque al corazón en 1942.
Entre 1943 y 1957 fue contratado de nuevo como profesor en la escuela secundaria de Linz y se dedicó intensamente a la pintura. A partir de 1957 realizó numerosos viajes de estudio a Europa y los Estados Unidos.
Su obra ha sido expuesta en numerosas exposiciones tanto en Austria como en el extranjero, como en la Neue Galerie de Linz, en el Palazzo Grassi de Venecia y en el Centro Pompidou en París.
En 1983, Hans Franta murió a la edad de 90 años en su ciudad natal de Linz.

## Estilo
Los movimientos artísticos como el impresionismo y el modernismo son los que más le influenciaron. Su técnica preferida era el pastel. En sus dibujos sus temas principales son: el paisaje y la arquitectura. 